# Aleen Bailey
Aleen May Bailey (ur. 25 listopada 1980 w Saint Mary) – jamajska lekkoatletka, sprinterka. Złota medalistka olimpijska z Aten i olimpijka z Pekinu, trzykrotna medalistka mistrzostw świata, trzykrotna medalistka mistrzostw Ameryki Środkowej i Karaibów, dwukrotna złota medalistka igrzysk panamerykańskich. Wielokrotna medalistka juniorskich imprez międzynarodowych, w tym dwukrotna medalistka mistrzostw świata juniorów.

## Przebieg kariery
W latach 90. XX wieku była aktywną uczestniczką CARIFTA Games, zdobywając na nich łącznie osiem złotych medali. Ponadto w 1996 roku zdobyła złote medale mistrzostw Ameryki Środkowej i Karaibów (złoty krążek na mistrzostwach do lat 20 oraz tytuły mistrzowskie podczas czempionatu do lat 18). Wywalczyła w swej karierze dwa medale mistrzostw świata juniorów, srebrny w czasie mistrzostw w Sydney oraz brązowy podczas czempionatu rozgrywanego w Annecy, oba zdobyła w konkurencji biegu sztafet 4 × 100 m. W latach 1997–1999 zdobyła cztery medale mistrzostw obu Ameryk juniorów.
W wieku juniorskim zdobyła w konkurencji sztafety 4 × 100 m złoty medal igrzysk panamerykańskich w Winnipeg oraz brązowy medal rozgrywanych w Sewilli mistrzostw świata. Uczestniczyła w mistrzostwach świata w 2001 i 2003 roku, w czasie zmagań w Edmonton odpadła w eliminacjach biegu na 200 m, natomiast w ramach czempionatu w Paryżu między innymi zajęła 5. miejsce w finale konkursu biegu na 100 m.
Wzięła udział w rozgrywanych w Atenach igrzyskach olimpijskich. Indywidualnie w konkurencji biegu na 100 m zajęła z czasem 11,05 piąte miejsce w finale, w konkurencji biegu na dwukrotnie większym dystansie zaś zajęła z czasem 22,42 czwarte miejsce w fazie finałowej zmagań. Była członkinią jamajskiej sztafety 4 × 100 m, która zdobyła złoty medal olimpijski – Bailey wystąpiła zarówno w eliminacjach, jak i w finale, w którym lekkoatletkom udało się rezultatem czasowym 41,73 ustanowić nowy rekord kraju).
Na światowym czempionacie w Helsinkach zdobyła srebrny medal w konkurencji sztafety 4 × 100 m, w biegu na 100 m zaś odpadła w półfinale. Wchodziła w skład sztafety 4 × 100 m, która reprezentowała Amerykę podczas pucharu świata w 2006 roku i jednocześnie która zwyciężyła w tych zawodach. W 2007 roku zdobyła drugi w karierze złoty medal igrzysk panamerykańskich, a także zajęła 6. miejsce w finale konkursu biegu na 200 m rozgrywanego na mistrzostwach świata.
W czasie igrzysk olimpijskich w Pekinie wystąpiła wyłącznie w eliminacjach sztafet 4 × 100 m. Jamajska ekipa z jej udziałem zajęła w tej fazie zmagań 1. miejsce w grupie (z czasem 42,24), ale finału nie ukończyła.
W 2009 roku po raz trzeci sięgnęła po medal mistrzostw świata, podczas światowego czempionatu w Berlinie była członkinią sztafety 4 × 100 m, która otrzymała złoty medal. Cztery lata później zdobyła trzy medale mistrzostw Ameryki Środkowej i Karaibów, były to ostatnie w jej karierze medale wywalczone w czasie międzynarodowej imprezy lekkoatletycznej. Po raz ostatni w zawodach lekkoatletycznych wystąpiła podczas rozgrywanych w kwietniu 2016 roku zmagań w Nassau, w ramach których nie ukończyła finału konkursu biegu na 100 m.

## Osiągnięcia
| Rok     | Zawody                                                      | Miasto         | Miejsce | Konkurencja        | Wynik   |
| ------- | ----------------------------------------------------------- | -------------- | ------- | ------------------ | ------- |
| 1995    | CARIFTA Games                                               | George Town    | brąz    | bieg na 100 m      | 12,10   |
| 1996    | CARIFTA Games                                               | Kingston       | złoto   | bieg na 100 m      | 11,85   |
| 1996    | CARIFTA Games                                               | Kingston       | złoto   | bieg na 200 m      | 24,88   |
| 1996    | Mistrzostwa Ameryki Środkowej i Karaibów juniorów           | San Salvador   | złoto   | sztafeta 4 × 400 m | 3:41,99 |
| 1996    | Mistrzostwa Ameryki Środkowej i Karaibów juniorów młodszych | San Salvador   | złoto   | bieg na 100 m      | 11,75   |
| 1996    | Mistrzostwa Ameryki Środkowej i Karaibów juniorów młodszych | San Salvador   | złoto   | bieg na 200 m      | 24,50   |
| 1996    | Mistrzostwa Ameryki Środkowej i Karaibów juniorów młodszych | San Salvador   | złoto   | sztafeta 4 × 100 m | 46,31   |
| 1996    | Mistrzostwa świata juniorów                                 | Sydney         | 5. SF   | bieg na 200 m      | 24,33   |
| 1996    | Mistrzostwa świata juniorów                                 | Sydney         | srebro  | sztafeta 4 × 100 m | 44,26   |
| 1997    | CARIFTA Games                                               | Bridgetown     | srebro  | bieg na 100 m      | 11,60   |
| 1997    | CARIFTA Games                                               | Bridgetown     | złoto   | bieg na 200 m      | 23,65   |
| 1997    | CARIFTA Games                                               | Bridgetown     | złoto   | sztafeta 4 × 100 m | 45,27   |
| 1997    | Mistrzostwa panamerykańskie juniorów                        | Hawana         | srebro  | sztafeta 4 × 100 m | 44,63   |
| 1998    | CARIFTA Games                                               | Port-of-Spain  | złoto   | bieg na 100 m      | 11,37   |
| 1998    | CARIFTA Games                                               | Port-of-Spain  | złoto   | bieg na 200 m      | 23,16   |
| 1998    | Mistrzostwa świata juniorów                                 | Annecy         | brąz    | sztafeta 4 × 100 m | 44,61   |
| 1999    | CARIFTA Games                                               | Fort-de-France | złoto   | bieg na 100 m      | 11,60   |
| 1999    | CARIFTA Games                                               | Fort-de-France | złoto   | bieg na 200 m      | 23,39   |
| 1999    | Mistrzostwa panamerykańskie juniorów                        | Tampa          | złoto   | bieg na 100 m      | 11,49   |
| 1999    | Mistrzostwa panamerykańskie juniorów                        | Tampa          | złoto   | bieg na 200 m      | 23,48   |
| 1999    | Mistrzostwa panamerykańskie juniorów                        | Tampa          | srebro  | sztafeta 4 × 100 m | 43,69   |
| 1999    | Igrzyska panamerykańskie                                    | Winnipeg       | złoto   | sztafeta 4 × 100 m | 42,62   |
| 1999    | Mistrzostwa świata                                          | Sewilla        | brąz    | sztafeta 4 × 100 m | 42,15   |
| 2000    | Młodzieżowe mistrzostwa Ameryki Środkowej i Karaibów        | Monterrey      | srebro  | bieg na 100 m      | 11,66   |
| 2000    | Młodzieżowe mistrzostwa Ameryki Środkowej i Karaibów        | Monterrey      | złoto   | bieg na 200 m      | 23,47   |
| 2001    | Mistrzostwa świata                                          | Edmonton       | 7. H    | bieg na 200 m      | 23,70   |
| 2003    | Mistrzostwa świata                                          | Paryż          | 5.      | bieg na 100 m      | 11,07   |
| 2003    | Mistrzostwa świata                                          | Paryż          | DNF QF  | bieg na 200 m      | N/A     |
| 2004    | Igrzyska olimpijskie                                        | Ateny          | 5.      | bieg na 100 m      | 11,05   |
| 2004    | Igrzyska olimpijskie                                        | Ateny          | 4.      | bieg na 200 m      | 22,42   |
| 2004    | Igrzyska olimpijskie                                        | Ateny          | złoto   | sztafeta 4 × 100 m | 41,73   |
| 2004    | Światowy Finał IAAF                                         | Monako         | srebro  | bieg na 100 m      | 11,16   |
| 2004    | Światowy Finał IAAF                                         | Monako         | brąz    | bieg na 200 m      | 22,84   |
| 2005    | Mistrzostwa świata                                          | Helsinki       | 5. SF   | bieg na 100 m      | 11,23   |
| 2005    | Mistrzostwa świata                                          | Helsinki       | srebro  | sztafeta 4 × 100 m | 41,99   |
| 2006    | Puchar Świata                                               | Ateny          | złoto   | sztafeta 4 × 100 m | 42,26   |
| 2007    | Igrzyska panamerykańskie                                    | Rio de Janeiro | 5.      | bieg na 200 m      | 23,09   |
| 2007    | Igrzyska panamerykańskie                                    | Rio de Janeiro | złoto   | sztafeta 4 × 100 m | 43,58   |
| 2007    | Mistrzostwa świata                                          | Osaka          | 6.      | bieg na 200 m      | 22,72   |
| 2008    | Mistrzostwa Ameryki Środkowej i Karaibów                    | Cali           | 4.      | bieg na 100 m      | 11,43   |
| 2008    | Mistrzostwa Ameryki Środkowej i Karaibów                    | Cali           | 6.      | bieg na 200 m      | 23,34   |
| 2008    | Igrzyska olimpijskie                                        | Pekin          | 1. H    | sztafeta 4 × 100 m | 42,24   |
| 2009    | Mistrzostwa świata                                          | Berlin         | 8.      | bieg na 100 m      | 11,16   |
| 2009    | Mistrzostwa świata                                          | Berlin         | złoto   | sztafeta 4 × 100 m | 42,06   |
| 2012    | Halowe mistrzostwa świata                                   | Stambuł        | 7.      | bieg na 60 m       | 7,24    |
| 2013    | Mistrzostwa Ameryki Środkowej i Karaibów                    | Morelia        | brąz    | bieg na 100 m      | 11,34   |
| 2013    | Mistrzostwa Ameryki Środkowej i Karaibów                    | Morelia        | srebro  | bieg na 200 m      | 23,08   |
| 2013    | Mistrzostwa Ameryki Środkowej i Karaibów                    | Morelia        | złoto   | sztafeta 4 × 100 m | 43,58   |
| Źródło: |                                                             |                |         |                    |         |

## Rekordy życiowe
- bieg na 100 m – 11,04 (25 lipca 2004, Birmingham; 29 czerwca 2012, Kingston)
- bieg na 200 m – 22,33 (24 sierpnia 2004, Ateny)
- bieg na 400 m – 54,43 (17 lutego 2007, Kingston)
- sztafeta 4 × 100 m – 41,73 (27 sierpnia 2004, Ateny)

Halowe
- bieg na 60 m – 7,18 (12 lutego 2012, Karlsruhe)
- bieg na 60 m ppł – 9,12 (16 stycznia 1998, Kent)
- bieg na 200 m – 23,03 (14 marca 2003, Fayetteville)
- bieg na 400 m – 54,70 (14 lutego 2004, Blacksburg)
- sztafeta 4 × 400 m – 3:43,99 (25 stycznia 2014, Glasgow)

Źródło: 